# Мінько Іван Федорович
Іван Федорович Мінько (28 вересня 1913, м. Датново, Ковенська губернія, Російська імперія (нині м. Дотнува, Кедайняйський район, Каунаський повіт, Литва) — 15 серпня 1999, Луганськ, Україна) — український архітектор, лауреат Шевченківської премії 1973 року.

## Життєпис
Закінчив Київський художній інститут (нині Національна академія образотворчого мистецтва і архітектури). Член Національної спілки архітекторів України (1950-ті рр.) З 1959 року працював головним архітектором Луганської області.

## Найвизначніші споруди
- Монумент «Україна — визволителям» у смт Міловому Луганської області (1972, у співавторстві).
- Автор проектів кінотеатрів «Комсомолець» у Луганську, Лисичанську (обидва — 1970-ті рр.).

## Відзнаки
- Шевченківська премія 1973 року разом з В. І. Мухіним, І. П. Овчаренком, І. М. Чумаком, В. X. Федченком (скульпторами), Г. Г. Головченком, А. М. Єгоровим (архітекторами) за монумент «Україна — визволителям» у смт Міловому Луганської області.